# Tissa (Sicília)
Tissa (llatí: Tissa grec antic: Τίσσα) va ser una ciutat de l'interior de Sicília esmentada pels antics autors però de la que no se'n sap la situació exacta.
La cita Esteve de Bizanci i diu que la informació sobre la ciutat prové de Filist, i per això se suposa que era una ciutat dels sículs en un període molt antic. Sota els romans va tenir rang de municipi, encara que era molt petit, i tant Ciceró com Sili Itàlic parlen de la seva petitesa. L'esmenten Plini el vell i Claudi Ptolemeu, i diuen que estava situada a l'interior de l'illa. Claudi Ptolemeu diu que era propera a Etna, i se suposa que devia ser l'actual Randazzo.